# 丘云霄
丘云霄（?—?），字凌汉，号止山。福建崇安县（今福建省武夷山市）人。

## 生平
嘉靖十七年（1538年）贡生，嘉靖二十五（1546年）年任梧州府训导，选授南京国子监典簿，迁柳城縣（今广西柳城县）知县。晚年隱居武夷山，讲学其中，“暇則耕山釣水彈琴鼓缶，或暢於吟詠之間，或發於詞論之下”。有《止山文集》、《南行》等。